# Bell XFL Airabonita
Il Bell XFL Airabonita era un caccia intercettore imbarcato ad ala bassa sviluppato dall'azienda statunitense Bell Aircraft Corporation nei primi anni quaranta e rimasto allo stadio di prototipo.
Frutto dello sviluppo congiunto di un progetto che si concretizzerà anche nel P-39 Airacobra, ne riproponeva la particolare configurazione con il motore collocato dietro la cabina di pilotaggio e abbinato ad un diverso carrello d'atterraggio adatto alle operazioni di appontaggio.

## Storia del progetto
A fronte della richiesta avanzata nel febbraio del 1938 dalla United States Navy per un aereo da caccia, dotato di elevata velocità di punta e capace di operare alle quote più elevate, la Bell Aircraft propose con entusiasmo il progetto del proprio Model 5, sostanzialmente un Airacobra "navalizzato".

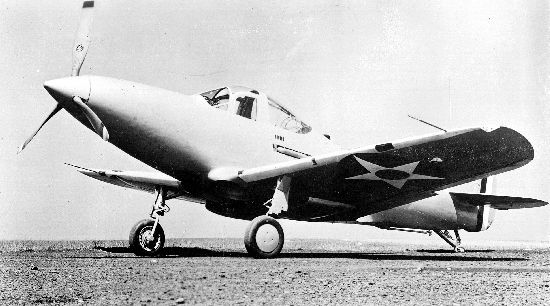
Un primo piano dell'XFL-1.

Denominato XFL-1, secondo il sistema all'epoca in vigore, l'aereo condivideva con il P-39 le linee esteriori e la struttura generale, caratterizzate dalla disposizione del motore alle spalle del pilota e (almeno nelle previsioni) dall'armamento concentrato nella prua. L'Airabonita era tuttavia contraddistinto dal carrello d'atterraggio di tipo classico, con i due elementi principali disposti più vicini al bordo d'entrata alare e con il ruotino posteriore nel cono terminale della fusoliera. Questa soluzione era stata utilizzata in previsione dell'impiego dalle portaerei, in quanto ritenuta all'epoca più funzionale e meno sollecitata rispetto alla configurazione tricicla adottata sull'Airacobra.
Per quanto la U.S. Navy fin dal 1927 avesse abbandonato l'impiego di aerei da caccia imbarcati dotati di motori raffreddati a liquido, in particolare per il pericolo rappresentato dalla necessità di stivare sulle portaerei il glicol (liquido refrigerante infiammabile), decise di valutare il progetto della Bell unitamente a due proposte della Grumman (il Model G-34 e la versione XF4F-3 del Wildcat) e a quella avanzata dalla Chance Vought (progetto denominato Model V-166B). Di conseguenza il Bureau of Aeronautics (BuAer) emise in favore della Bell un ordine di fornitura, No. 1588, per un prototipo da avviare a prove di valutazione comparative.
Disarmato, l'XFL-1 venne portato in volo per la prima volta il 13 maggio del 1940; i test, ostacolati anche da problemi al motore, evidenziarono problemi al bilanciamento del velivolo il cui baricentro risultò arretrato rispetto ai calcoli progettuali. L'Airabonita venne consegnato alla U.S. Navy nel mese di luglio ma problemi al carrello ne impedirono la certificazione per l'impiego imbarcato.
Nel mese di dicembre l'XFL-1 venne riconsegnato alla Bell per apportare le modifiche ritenute necessarie, ma il suo destino era già segnato: le perplessità relative all'unità motrice ed i problemi di stabilità evidenziati condussero le autorità della marina a soprassedere dall'aviarne la produzione, anche perché il prototipo XF4U Corsair aveva già mostrato prestazioni migliori e venne prescelto per diventare il futuro caccia imbarcato.
Il programma relativo all'Airabonita venne definitivamente cancellato in maggio del 1941 e nel mese di febbraio dell'anno seguente il prototipo (che rimase l'unico esemplare costruito) venne assegnato all'Aircraft Armament Unit per sperimentazioni di armi contraeree, che non prevedevano il volo dell'aereo, e successivamente distrutto. Per diverso tempo i suoi rottami rimasero visibili nella discarica della Naval Air Station Patuxent River (nel Maryland).

## Tecnica

### Cellula

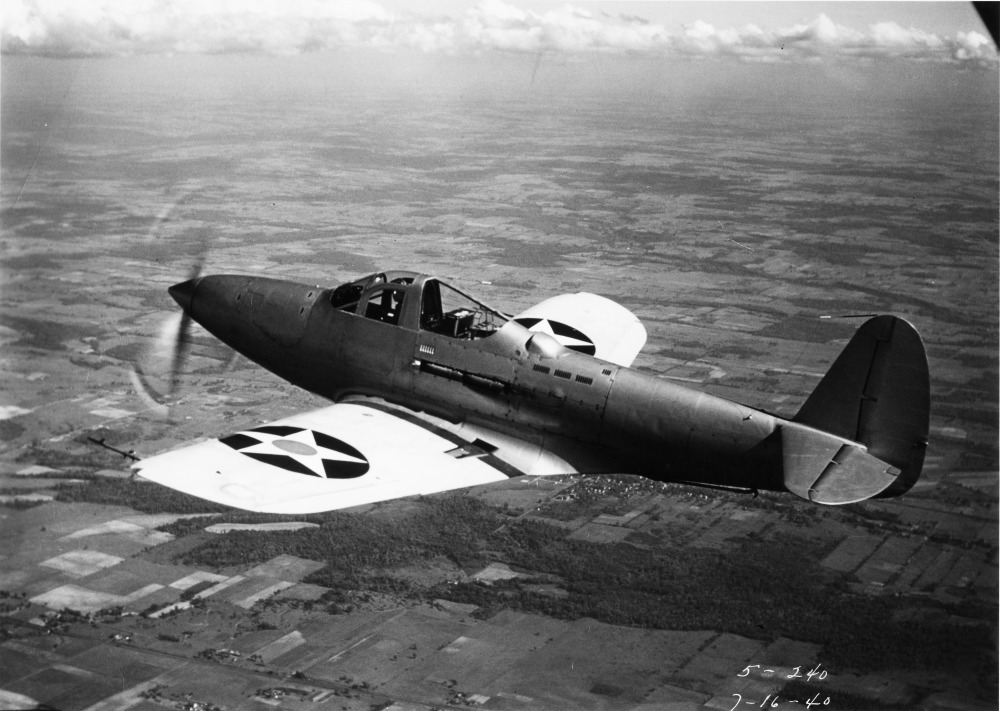
L'XFL Airabonita durante una sessione di prova in volo.

Per quanto strettamente imparentato con l'Airacobra, l'Airabonita non ne costituiva esattamente la copia destinata all'impiego sulle portaerei: la fusoliera era di dieci centimetri più corta, apertura, corda e diedro delle ali erano maggiori mentre flap e impennaggi avevano una diversa conformazione al fine di ridurre la velocità di stallo (i primi) e di migliorare la stabilità dell'aereo (i secondi).
La cabina di pilotaggio manteneva la soluzione del doppio sportello di stampo automobilistico, ma era più alta rispetto a quella del P-39 in quanto il sedile del pilota era posizionato più in alto al fine di garantire migliore visibilità nelle fasi di decollo ed appontaggio; allo stesso scopo era stata inserita una piccola finestra sul pavimento della fusoliera, in corrispondenza del bordo d'entrata alare.
Il carrello d'atterraggio di tipo classico si ritraeva all'interno delle ali con movimento verso il centro della fusoliera; al di sotto della coda era sistemato un ruotino non retraibile fissato alla fusoliera tramite una struttura tubolare metallica. Anteriormente al ruotino era sistemato il gancio d'arresto.

### Motore
L'unità motrice prescelta per il Bell XFL era l'Allison V-1710 un dodici cilindri con architettura a V e raffreddamento a liquido, dalla cilindrata di 1 710,6 in³ (poco più di 28 000 cm³). Come nel P-39 il motore era disposto alle spalle del pilota ed azionava l'elica (tripala, metallica e dal diametro di 3,14 m) tramite un lungo albero di trasmissione.
La versione installata sul prototipo era denominata XV-1710-6, capace di sviluppare la potenza di 1 150 hp (pari a 857,55 kW). I radiatori del circuito di raffreddamento a liquido erano disposti sotto le ali ed erano dotati di apposite prese d'aria che sporgevano al di sotto della superficie alare.

### Armamento
A livello progettuale era previsto che l'armamento dell'Airabonita fosse costituito da due mitragliatrici Browning M1919 calibro 0.30 in, installate nel muso e sincronizzate per sparare attraverso il disco dell'elica, e da un cannone American Armament Corporation M-4 (noto anche con la sigla T-9) calibro 37 mm disposto nel muso dell'aereo e sparante attraverso il mozzo dell'elica. In alternativa al cannone era previsto di installare una terza mitragliatrice, in questo caso una Browning M2 calibro 0.50 in. All'atto pratico il prototipo dell'Airabonita nacque privo di qualsiasi tipo di arma e così rimase per tutta la propria vita operativa.

## Utilizzatori
Stati Uniti
- United States Navy

## Velivoli comparabili
Germania
- Messerschmitt Me 509

 Italia
- Piaggio P.119

### Annotazioni
1. ↑  Il prefisso X indicava trattarsi di unità motrice in fase di prototipo

### Fonti
1. ↑  Bell XFL-1 Airabonita Info, in "www.daveswarbirds.com".
2. 1 2 3 4 5 6  Bell XFL-1 Airabonita, XF2L-1, in "www.joebaugher.com".
3. ↑  McDowell, 1980, p. 49.
4. 1 2 3 4 5 6  Pelletier, 1992, p. 40.
5. 1 2 3 4  Dorr e Scutts, 2000, p. 20.
6. ↑  P-39 modifications / Bell XFL-1 Airabonita, in "www.airvectors.net".
7. 1 2  Pelletier, 1992, p. 41.
8. 1 2 3 4 5  Dorr e Scutts, 2000, p. 19.

### Pubblicazioni
- (EN) Frederick A. Johnsen, Bell P-39/P-63 - Airacobra & Kingcobra, in WarbirdTech Series, vol. 17, North Branch, USA, Speciality Press, 1998, ISBN 978-1-58007-010-2.
- (EN) Bert Kinzey, P-39 Airacobra in detail, vol. 63, Carrollton, Squadron/Signal publications, 1999, ISBN non esistente.
- (EN) Ernie McDowell, P-39 Airacobra, in In Action, n. 102, Carrollton, Texas, USA, Squadron Signal Publications, 1980, ISBN 978-0-89747-102-2.